# Alfred Michael Watson
Alfred Michael Watson (* 11. Juli 1908 in Erie, Pennsylvania; † 4. Januar 1990 ebenda) war ein US-amerikanischer römisch-katholischer Geistlicher. Watson war Bischof des Bistums Erie.

## Leben
Alfred Michael Watson wurde als Sohn von Thomas und Catherine Watson in Erie geboren. Sein Vater starb 1910, als Watson zwei Jahre alt war. Seine Schulbildung genoss er an der von Bischof John Mark Gannon im Jahr 1921 gegründeten Cathedral Preparatory School for Boys. 1925 zählte er zu den ersten Absolventen der Schule. Nach seiner theologischen Ausbildung empfing Watson am 10. Mai 1934 in Erie die Priesterweihe. Watson wurde Kaplan an der St. Peter Cathedral, auch unterrichtete er an seiner Alma Mater, der Cathedral Preparatory School for Boys.
Am 17. Mai 1965 wurde Watson von Papst Paul VI. zum Weihbischof in Erie und Titularbischof von Nationa ernannt. Die Bischofsweihe spendeten ihm am 29. Juni 1965 der Erzbischof und spätere Kardinal John Joseph Krol; Mitkonsekratoren waren die Bischöfe John Selby Spence und Joseph Francis Donnelly. Drei Jahre danach, am 28. Dezember 1968, wurde John Francis Whealon, der Bischof von Erie, zum Erzbischof des Erzbistums Hartford ernannt, womit Watson am 17. März 1969 zu Whealons Nachfolger aufstieg.
Watson war danach 13 Jahre lang Bischof. Als er einen Unfall erlitt, bei dem sein Hüftgelenk brach, und eine Operation ihn beeinträchtigte, musste er am 16. Juli 1982 um seinen Rücktritt ersuchen. Diesen nahm Papst Johannes Paul II. an. Watson verbrachte danach noch einen achtjährigen Ruhestand und starb Anfang Januar 1990 im Alter von 81 Jahren.